# Puštíkovití
Puštíkovití (Strigidae) je jedna z dvou obecně přijímaných čeledí řádu sov. Druhou, méně početnou čeledí jsou sovovití (Tytonidae). Celá čeleď puštíkovitých čítá přes 230 žijících druhů v nejméně 24 rodech rozšířených na všech světových kontinentech s výjimkou Antarktidy.
Ačkoli se jednotliví zástupci viditelně liší ve velikosti, a to od nejmenšího kulíška trpasličího až po výra velkého, mají několik totožných tělesných znaků. Mezi nejnápadnější patří velká hlava, krátký ocas a nenápadně zbarvené peří, které je u obou pohlaví zbarveno totožně. U všech puštíkovitých je také viditelný sexuální dimorfismus ve velikosti, samice totiž dorůstají větších rozměrů než samci. Většina zástupců žije zpravidla na stromech, jsou aktivní v noci a potravu loví za letu (ačkoli existují i výjimky, např. sýček králičí). Křídla mají proto velká, široká, zakulacená, dlouhá, porostlá velmi měkkým peřím a při letu zcela neslyšná.

## Systematika
Čeleď Strigidae vytyčil anglický zoolog William Elford Leach v roce 1819.
Vnitřní taxonomie puštíkovitých je stále předmětem vědeckých debat a stejně jako u sov, i u puštíkovitých je značně komplexní až zmatečná a prošla velkým počtem revizí. Vědecké studie se v minulost neshodly ani na počtu a podobě hlavních evolučních linií (podčeledí). V rané fázi se klasifikace puštíkovitých opírala o morfologické analýzy vnějších uší a závojů. Bonaparte (1850) navrhl tři podčeledi, a sice Ululinae, Surniinae a Striginae. Kaup (1862) však takovéto rozvržení zavrhl a podle něj jsou u puštíkovitých jen dvě podčeledi, a to Surniinae a Striginae. Peters (1940) definoval čeledi Buboninae a Striginae. V následujících několika desetiletích hned několik studií poukázalo na to, že pouze vnější uši nemohou být rozlišovacím znakem podčeledí, protože sluchový aparát se u puštíkovitých vyvíjel konvergentně (nezávisle na sobě) ve spojitosti s lovem, pro který je sluch velmi důležitý. Ford (1967) se pokusil otázku puštíkovitých rozluštit pomocí komparativní osteologie, čímž se snažil obejít problém konvergence ušního aparátu. Ford u puštíkovitých vytyčil podčeledi Striginae, Surniinae a Asioninae.
Počátkem 21. století se do problematiky vložily genetické výzkumy, nicméně ani ty nepřinesly definitivní odpověď na otázku vnitřní taxonomie puštíkovitých. Jedním z hlavních problémů totiž je, že někteří zástupci čeledi jsou vědě natolik málo známí, že nejsou k dispozici základní údaje o jejich biologii ani jejich genetické vzorky. Wing et al. (2009) identifikoval u puštíkovitých tři podčeledi, a sice Striginae, Surniinae and Ninoxinae. Již o několik let později však tentýž autor (2016) své závěry přehodnotil a přišel s rozdělením puštíkovitých do Striginae, Surniinae a Ieraglaucinae. Salter et al. (2020) definovala jen dvě podčeledi, a sice Striginae a Surniinae. Zároveň zjistila, že některé tradiční rody jsou parafyletické. Umístění tří monotypických rodů zůstalo nejisté kvůli degradovanému DNA. Na základě těchto výsledků byl sice zaktualizován IOC World Bird List, nicméně v budoucnu se dají očekávat další změny. V roce 2024 se rozeznávaly následující rody puštíkovitých:
- Aegolius
- Asio
- Athene
- Bubo
- Glaucidium
- Gymnasio
- Jubula
- Ketupa
- Lophostrix
- Margarobyas
- Megascops
- Micrathene
- Ninox
- Otus
- Psiloscops
- Ptilopsis
- Pulsatrix
- Scotopelia
- Strix
- Surnia
- Taenioptynx
- Uroglaux
- Xenoglaux

### Vyhynulé rody
- Mascarenotus, sovka – 3 druhy (vyhynulé zhruba v roce 1850)
- Sceloglaux – 1 druh
- Grallistrix – 4 druhy
- Ornimegalonyx – 1–2 druhy

## Odkaz v kultuře
V dřívějších dobách byly sovy v různých civilizacích buď uctívány (a byly jim přisuzovány pozitivní atributy) nebo naopak zatracovány a pronásledovány, protože byly spojovány s noční aktivitou a tedy i „temnými silami“.